# Вила-Франка-ду-Розариу
Вила-Франка-ду-Розариу (порт. Vila Franca do Rosário)  —  населённый пункт и район в Португалии,  входит в округ Лиссабон. Является составной частью муниципалитета  Мафра. Находится в составе крупной городской агломерации Большой Лиссабон. По старому административному делению входил в провинцию Эштремадура. Входит в экономико-статистический  субрегион Большой Лиссабон, который входит в Лиссабонский регион. Население составляет 888 человек на 2001 год. Занимает площадь 6,17 км².
Покровителем района считается Дева Мария (порт. Maria). 